# Fogarasi József
Fogarasi József (Torda, 1912. december 28. – 1991. március 29.) magyar jogász, jogi és gazdasági szakíró.

## Életútja
Középiskolai tanulmányait a kolozsvári református kollégiumban végezte, a Ferdinánd Egyetemen 1935-ben jogtudományi doktorátust szerzett. Előbb ügyvéd Kolozsvárt, 1944-től 1948-ig a Szakszervezeti Tanács jogtanácsosa, majd vállalati aligazgató. 1950-től nyugalomba vonulásáig, 1974-ig a Bolyai, ill. Babeș–Bolyai Tudományegyetem előadótanára a jogi és közgazdasági karon, közben a kolozsvári néptanács végrehajtó bizottságának titkára (1958-61).
Közírói s egyben jogi felvilágosító munkásságát a MADOSZ eredetileg Előre, majd más elnevezések alatt megjelent lapjában kezdte (1935–36), a szakszervezeti sajtóban folytatta; több egyetemi jegyzetet adott ki, s részt vett mint társszerző A Román Népköztársaság alkotmánya című munka (1957) szerkesztésében; egy tanulmánya az áruforgalmi adó jellegéről és szerepéről a Közgazdasági tanulmányok című kötetben (1957) jelent meg. A Szakszervezetben (1945–46) és a Justiția Nouă hasábjain (1956) közölt cikkei mellett a Korunkban számos közigazgatási tárgyú írása jelent meg. Az egyetem Studia sorozatában a szocialista vállalatok vitás kérdéseinek megoldásáról értekezett (1970).